# メラニー・ド・プルタレス

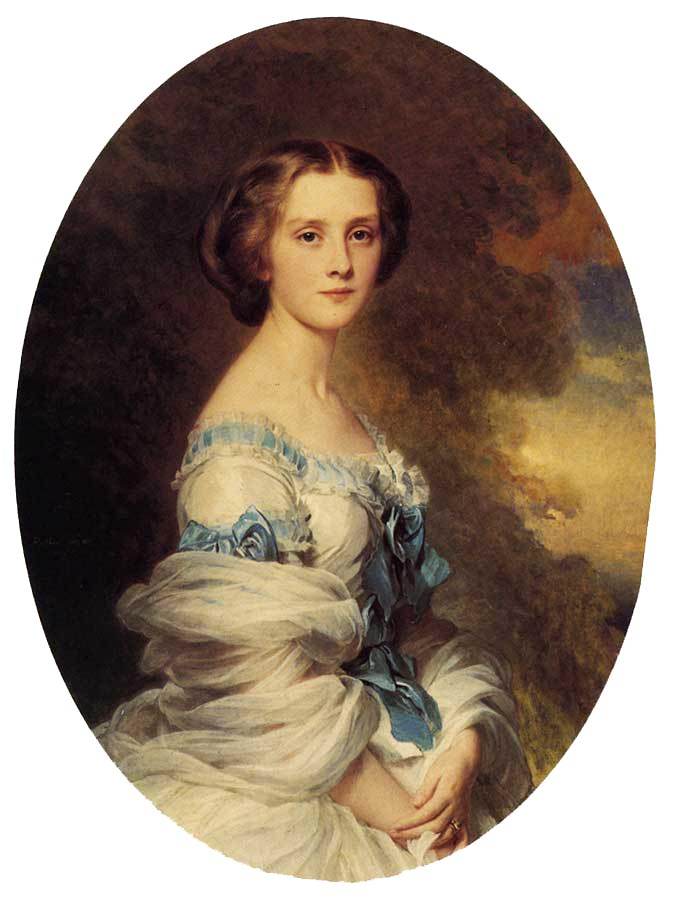
エドモン・ド・プルタレス伯爵夫人メラニー、フランツ・ヴィンターハルター画、1857年

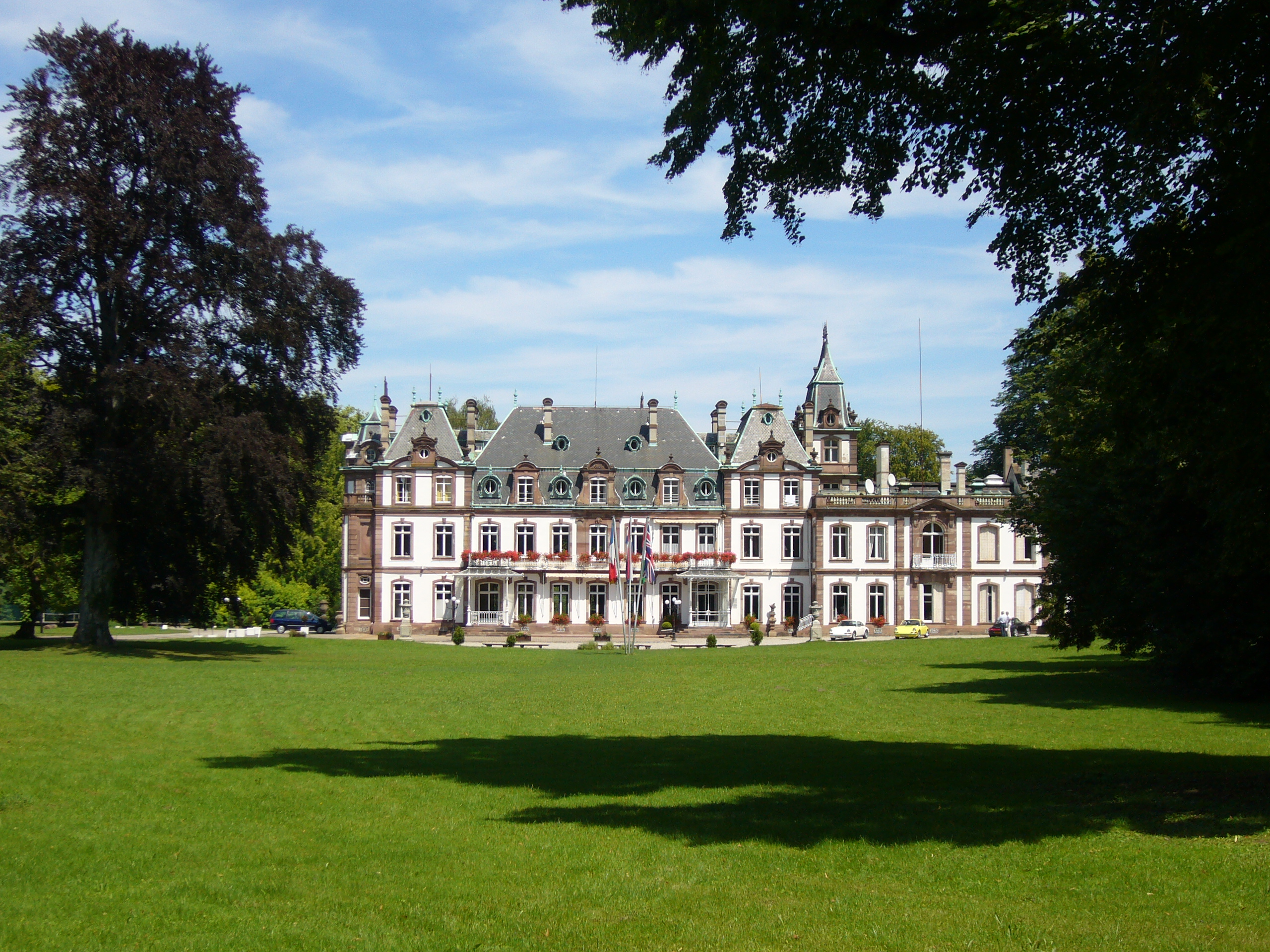
メラニーが父から相続したストラスブールのプルタレス城。広大な英国式庭園を備える。1984年にフランスの歴史的記念建造物に指定された。

エドモン・ド・プルタレス伯爵夫人ルイーズ・ソフィー・メラニー・ルヌワール・ド・ビュシエール（Louise Sophie Mélanie Renouard de Bussière, comtesse Edmond de Pourtalès、1836年3月26日 ストラスブール - 1914年5月5日 パリ）は、フランスの貴族女性、サロニエール。第2帝政時代のパリの主要な文芸サロンの主催者の1人で、パリ社交界の中心的存在であった。

## 生涯
アルザス地方の裕福な銀行家一族の当主であるアルフレド・ルヌワール・ド・ビュシエール男爵（1804年 - 1887年）と、その妻で軍事戦略家メンノ・ファン・クーホルンの末裔であるソフィー・メラニー・ド・クーホルンの間の娘として生まれた。父はアルザス地方有数の名望家の1人で、クレディ・モビリエやフランス東部鉄道の取締役、ストラスブール商業裁判所総裁を歴任したほか、第2帝政期にはバ＝ラン県選出の立法院議員を長く務めた。
1857年6月30日、メラニーはエドモン・ド・プルタレス伯爵（1828年 - 1895年）と結婚し、間に3男2女をもうけた。夫はスイス・ヌーシャテル出身の富裕な実業家一族プルタレス家の一員で、美術品収集家として知られたジャム・アレクサンドル・ド・プルタレス伯爵の末息子だった。1865年、メラニーは義父の収集した美術品のコレクションを手放し、競売にかけた。
メラニーは在仏オーストリア大使リヒャルト・クレメンス・フォン・メッテルニヒ侯爵の紹介でフランス皇帝ナポレオン3世と皇后ウジェニー夫妻に引き合わせられ、宮中への出入りを許される身となった。メラニーはその美貌と知性、洗練ぶりから、第2帝政期の宮廷や上流社交界で大変な有名人となり、数多くの崇拝者を従える「パリの女王（reines de Paris）」の1人となった。ウジェニー皇后の女官に推挙された際はこれを断ったものの、パリの社交界では欧州各国の外交官と交際し、ナポレオン3世夫妻の宮廷外交を陰で支えた。第2帝政の崩壊後もメラニーはイギリスに亡命したナポレオン3世一家を訪ねるなどして、忠節を示した。
第2帝政崩壊に伴い、メラニーの生地アルザスはドイツ帝国に併合された。1887年に父が死ぬと、メラニーはストラスブール市北東部ロベルツォに建つ、一族伝来の城館を相続した。1887年から1902年にかけ、メラニーはこのルイ15世様式（ロココ建築）の城館を近代的なマナーハウスへと大幅に改築し、広大な別棟を設置して、生まれ変わった城館を新たにプルタレス城と名付けた。1907年には図書館として使用する目的で城に塔を付け加えた。メラニーはプルタレス城で、財界や文壇の大物を集めて社交を楽しんだが、ドイツ当局は彼女のサロンの親フランス的な態度を警戒した。しかしメラニーは新たな支配者ドイツのベルリン宮廷・社交界とも縁故を持ち、新時代に上手く適応した。彼女はストラスブール大学に通うプロイセン王子アウグスト・ヴィルヘルムや、ベルリン社交界の大物マリー・フォン・ラジヴィウ侯爵夫人とも親しく交際した。
プルタレス城は広大な英国式庭園を備えた美しい景観で知られ、メラニーはこの城に劇団を招いて頻繁に芝居の公演を行い、多くの人々を引きつけた。ドイツ皇帝ヴィルヘルム2世、バイエルン王ルートヴィヒ2世、ベルギー王レオポルド2世と王妃マリー＝アンリエット、ウェールズ公エドワード、ナポレオン公、メッテルニヒ侯爵らの王侯貴族、ヌマ・ドニ・フュステル・ド・クーランジュ、アルベルト・シュヴァイツァー、フランツ・リスト、レオン・バクストらの知識人・芸術家が、メラニーに会うために城を訪れた。
メラニーは1914年に亡くなり、居城近くのサン＝ルイ墓地に葬られた。プルタレス城は末娘のロイ・ド・シャンデュ侯爵夫人アニェス（1870年 - 1930年）が相続した。アニェスは政治家カール＝テオドール・ツー・グッテンベルクの妻シュテファニー・ツー・グッテンベルクの玄祖母にあたる。